# Председнички избори у САД 1960.
Председнички избори из 1960. су били 44. председнички избори по редоследу, и одвили су се у уторак, 8. новембра 1960. Кандидати су били тадашњи сенатор из Масачусетсa Џон Ф. Кенеди, и актуелни потпредседник Ричард Никсон. Ово су били први избори у којима је свих 50 држава учествовало, и последњи у коме Дистрикт Колумбије није. Такође су ово први избори у којима је 22. амандман ступио на снази, па од ових избора ниједан председник не може да служи више од 2 мандата укупно.
Кенеди је победио на овим изборима са 303 изборничка гласа у односу на Никсонових 219, међутим за Кенедија је гласало само 112 827, или 0,17% више бирача, а у Тексасу, и нарочито Илиноису је разлика у корист Кенедија била веома мала, па је Никсон релативно лако могао да освоји 270 изборничка гласа, што је неке републиканце навело на теорију о изборној крађи у те две државе. Сви изборници из Мисисипија, и 5 из Алабаме су одбили да гласају за Кенедија, и уместо тога су гласали за сегрегационистичког сенатора Харија Берда као председника, и Строма Термонда као потпредседника, док је један неверни изборник такође гласао за Берда као председника, али је за потпредседника одабрао републиканца Голдвотера.

## Главни кандидати
| Lp. | Слика | Име           | Слика | Кандидат за потпредседника | Странка               |
| --- | ----- | ------------- | ----- | -------------------------- | --------------------- |
| 1.  |       | Џон Кенеди    |       | Линдон Џонсон              | Демократска странка   |
| 2.  |       | Ричард Никсон |       | Хенри Кабот Лоџ Млађи      | Републиканска странка |

## Резултати
| Кандидат               | Странка               | Гласови    | Гласови  | Изборници |
| Кандидат               | Странка               | Број       | Проценат | Изборници |
| ---------------------- | --------------------- | ---------- | -------- | --------- |
| Џон Ф. Кенеди          | Демократска странка   | 34.220.984 | 49,72%   | 303       |
| Ричард Никсон          | Републиканска странка | 34.108.157 | 49,55%   | 219       |
| Хари Флод Бирд старији | Демократска странка   | —          | —        | 15        |
| (необјављени гласови)  | Демократска странка   | 286.359    | 0,42%    | —         |
| Остали кандидати       | Остали кандидати      | 216.882    | 0,33%    | 0         |
| Укупно                 | Укупно                | 68.832.482 | 100%     | 537       |